# Red Hour Productions
Red Hour Films er et amerikansk filmselskab og distributionsselskab, der ejes af skuespiller Ben Stiller og producer Stuart Cornfeld. Navnet stammer fra et afsnit af Star Trek -- The Return of the Archons -- der indeholder et, alien-oprør. Tidligere havde Red Hour en aftale med New Line Cinema; og på nuværende tidspunkt en aftale med 20th Century Fox.
Den første film der blev af Red Hour var komediefilmen Zoolander, baseret på en mandlig moodel-karakter Stiller skabte sammen med Drake Sather til VH1 Fashion Awards.  Stiller skrev manus med John Hamburg og instruerede filmen. Red Hour Films producerede også Dodgeball: A True Underdog Story, der havde Stiller og Vince Vaughn i hovedrollerne; Starsky & Hutch, med Stiller og Owen Wilson i hovedrollerne; Blades of Glory, med Will Ferrell og Jon Heder; og Tropic Thunder, med Stiller, Jack Black og Robert Downey Jr.. Tropic Thunder fik en Academy Award nominering til Downey Jr., og Golden Globe Award nomineringer til både Downey Jr. og Tom Cruise. Filmen vandt "Bedste Komedie" ved Broadcast Critics Film Awards og ved Hollywood Film Awards.

## Filmografi

### Films
| År   | Film                               | Instruktør              |
| ---- | ---------------------------------- | ----------------------- |
| 2001 | Zoolander                          | Ben Stiller             |
| 2003 | Duplex                             | Danny DeVito            |
| 2004 | Dodgeball: A True Underdog Story   | Rawson Marshall Thurber |
| 2004 | Starsky & Hutch                    | Todd Phillips           |
| 2006 | Tenacious D in The Pick of Destiny | Liam Lynch              |
| 2007 | Blades of Glory                    | Will Speck Josh Gordon  |
| 2008 | The Ruins                          | Carter Smith            |
| 2008 | Tropic Thunder                     | Ben Stiller             |
| 2010 | Submarine                          | Richard Ayoade          |
| 2011 | The Big Year                       | David Frankel           |
| 2011 | 30 Minutes or Less                 | Ruben Fleischer         |
| 2012 | Vamps                              | Amy Heckerling          |
| 2013 | The Secret Life of Walter Mitty    | Ben Stiller             |
| 2016 | Zoolander 2                        | Ben Stiller             |

### Fjernsyn
| År           | Serie                              |
| ------------ | ---------------------------------- |
| 2013-2014    | The Birthday Boys                  |
| 2014-present | The Meltdown with Jonah and Kumail |
| 2015         | Big Time in Hollywood, FL          |
| 2015         | Another Period                     |

### Webserier
- Stiller & Meara (2010-2011)
- Burning Love (2012-2013)
- Next Time On Lonny (2014)